# محمد مالوش
محمد مالوش (بالألمانية: Mehmed Malkoc)‏ مواليد 10 ديسمبر 1990 في توزلا، جمهورية يوغوسلافيا الاشتراكية الاتحادية، هو لاعب كرة قدم بوسني. يلعب في خط الوسط.
ظهر لأول مرة في بوندسليغا النمسا لكرة القدم مع نادي رايندورف آلتاخ في كانون الأول / ديسمبر 2008؛ حيث دخل في الشوط الثاني بديلا وسجل هدفا في الدقيقة 90 من المباراة ضد شتورم غراتس إذ خسر نادي رايندورف آلتاخ المباراة بنتيجة 3-1. وفي عام 2010 انضم إلى النادي السويسري غوساو، حيث بقي حتى نيسان / أبريل 2012.

## المسيرة الاحترافية

### أندية لعب لها
- نادي رايندورف آلتاخ

## روابط خارجية
- محمد مالوش على موقع قاعدة بيانات كرة القدم.إي يو (الإنجليزية)
- محمد مالوش على موقع عالم كرة القدم.نت (الإنجليزية)